# Can't Hold Back
Can't Hold Back es el sexto álbum de estudio del músico estadounidense Eddie Money, publicado en 1986. Contiene una de las canciones más reconocidas del músico, "Take Me Home Tonight", en la que realiza un dueto con Ronnie Spector.

## Lista de canciones
| Lado A |                                                   |          |  |
| N.º    | Título                                            | Duración |  |
| 1.     | «Take Me Home Tonight» (Dueto con Ronnie Spector) | 3:30     |  |
| 2.     | «One Love»                                        | 4:11     |  |
| 3.     | «I Wanna Go Back»                                 | 3:56     |  |
| 4.     | «Endless Nights»                                  | 3:23     |  |
| 5.     | «One Chance»                                      | 4:45     |  |

| Lado B |                              |          |  |
| N.º    | Título                       | Duración |  |
| 6.     | «We Should Be Sleeping»      | 3:56     |  |
| 7.     | «Bring On the Rain»          | 4:54     |  |
| 8.     | «I Can't Hold Back»          | 3:50     |  |
| 9.     | «Stranger in a Strange Land» | 3:34     |  |
| 10.    | «Calm Before the Storm»      | 4:31     |  |

## Sencillos
- "Take Me Home Tonight" (1986) #4 EE. UU.
- "I Wanna Go Back" (1986) #14 EE.UU.
- "Endless Nights" (1987) #21 EE.UU.
- "We Should Be Sleeping" (1987) #90 EE.UU.